# Pfarrkirche Tadten

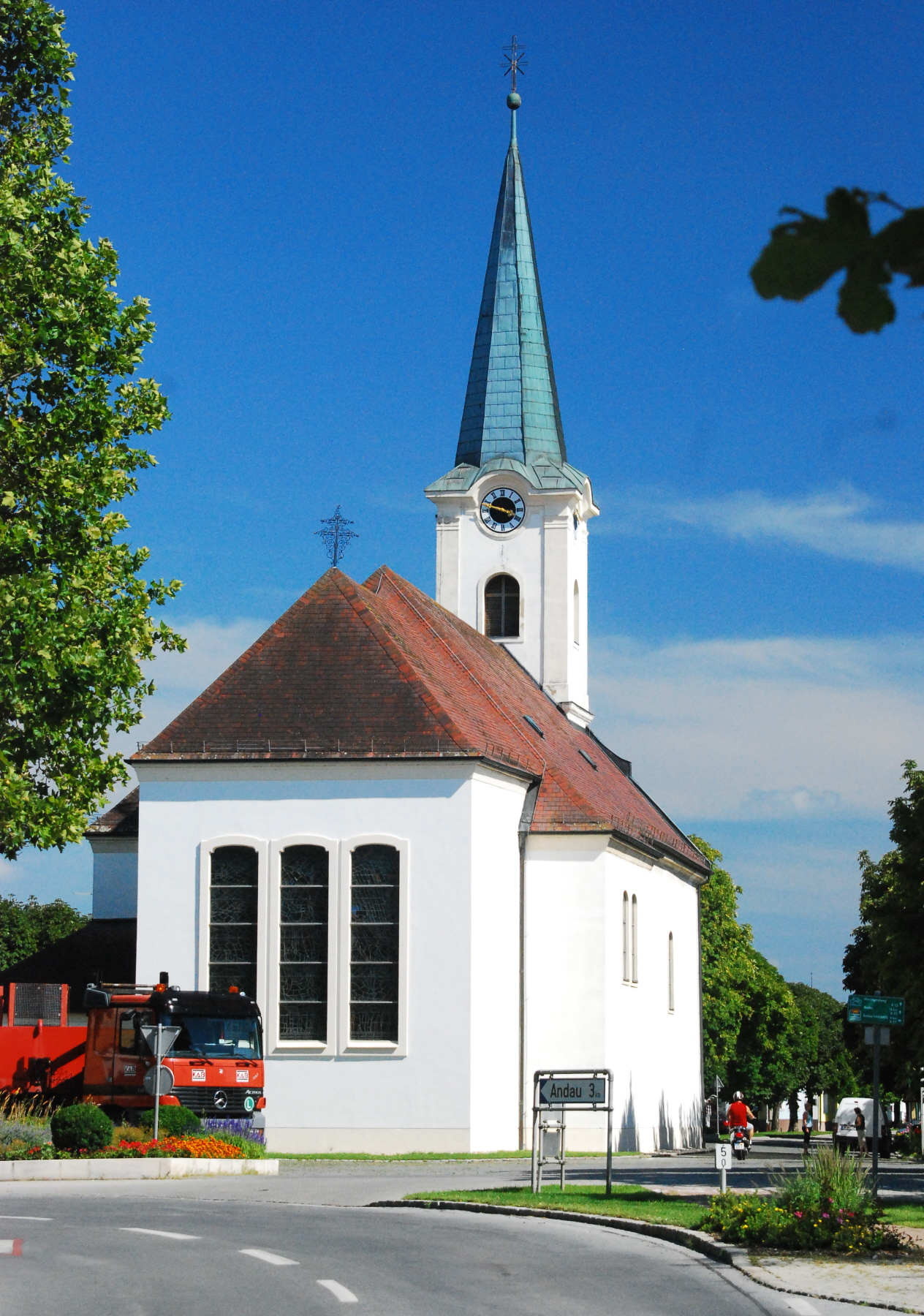
Kath. Pfarrkirche hl. Michael in Tadten

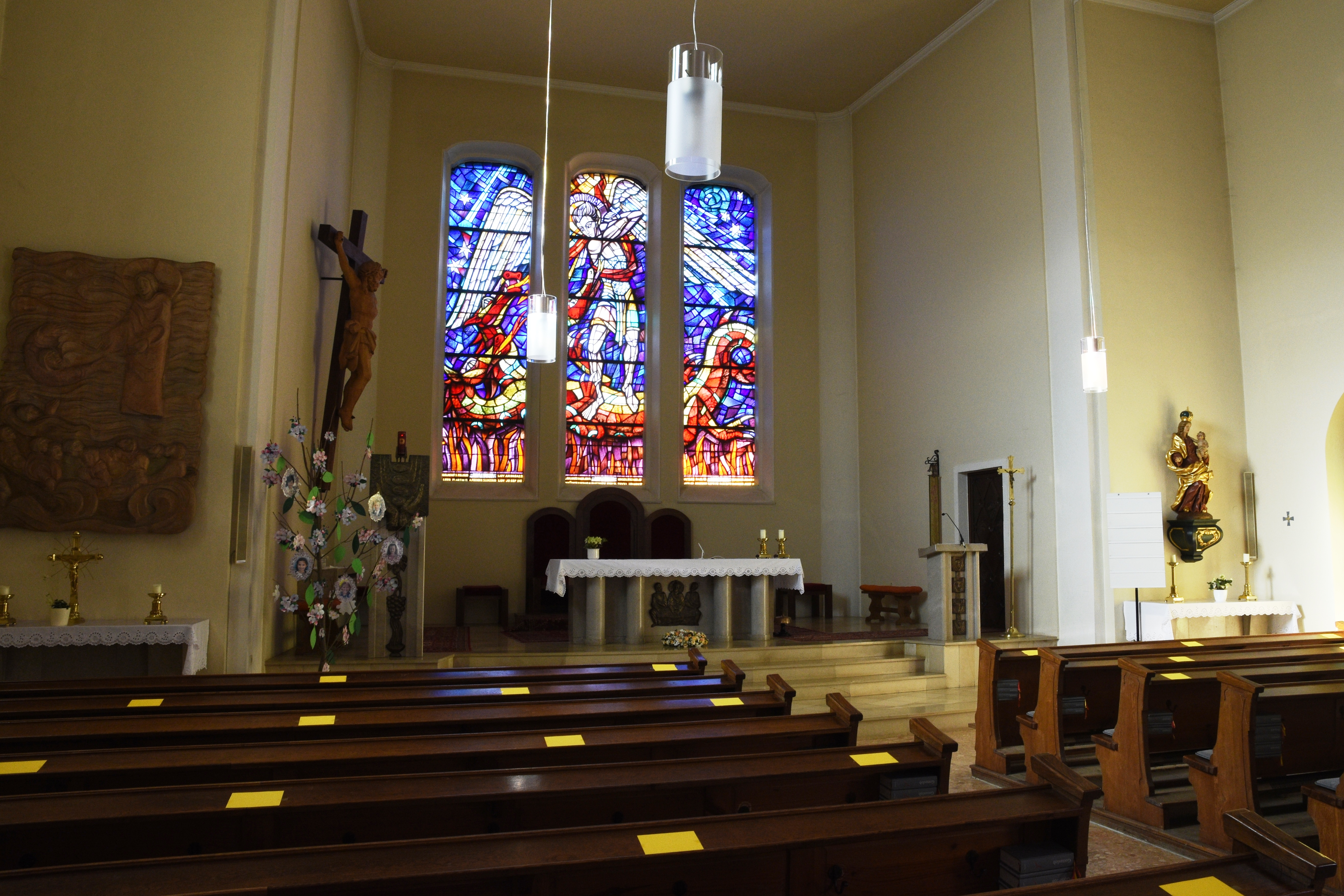
Innenansicht der Pfarrkirche

Die römisch-katholische Pfarrkirche Tadten steht in der Gemeinde Tadten im Bezirk Neusiedl am See im Burgenland. Die Pfarrkirche hl. Michael gehört zum Dekanat Frauenkirchen in der Diözese Eisenstadt. Die Kirche steht unter Denkmalschutz.

## Geschichte
Die mittelalterliche Pfarre hatte vorübergehend das Patrozinium Cosmas und Damian. Die Pfarre war im 17. Jahrhundert zeitweise evangelisch. Der klassizistische Kirchenbau aus 1804 wurde 1954 modern mit Architekt Franz Peck erweitert. 

## Architektur
Die Turmfassade mit einem Turm mit einem achtseitigen Pyramidenhelm und einem Giebel ist mit Lisenen gegliedert. Das Südportal zeigt im Sturz die Jahresangaben 1804–1934. Das zweijochige Langhaus (1804) wurde über einem rechteckigen Grundriss mit einer Apsis mit abgerundeten Ecken erweitert (1954).
Das zweijochige Langhaus hat Platzlgewölbe zwischen Doppelgurten auf breiten Pilastern. Das Turmjoch hat eine eingestellte Empore, welche mit einer überkragenden geschweiften Brüstung über drei Bogen reich gegliedert ist. Die moderne Erweiterung hat eine flache Kassettendecke.

## Ausstattung
Der Taufstein mit einer Buckelschale auf einem gedrehten Fuß zeigt die Jahresangabe 1832.
Die Orgel aus 2005 mit 15 Registern wurde von Martin Pflüger gebaut. Eine Glocke goss Karl Hofer aus Raab (1846).